# 陈凯 (扶贫工作者)
陈凯，中华人民共和国政治人物、全国脱贫攻坚先进个人。

## 生平
陈凯任贵州省遵义市凤冈县委常委、副县长（挂职），上海市奉贤区四团镇党委委员、副镇长。因在脱贫攻坚战中作出突出贡献，2021年2月25日全国脱贫攻坚总结表彰大会上，陈凯被授予“全国脱贫攻坚先进个人”。